# アルローサ (潜水艦)

「アルローサ」の艦型図。推進機にポンプジェット推進のノズルを装備する。

B-871「アルローサ」（ロシア語: Б-871 «Алроса»）は、ソヴィエト/ロシア海軍の通常動力型潜水艦である。877V型「パルトゥース」（NATOコードネーム：キロ型潜水艦）の20番艦で、改良型の877V型潜水艦（キロII型潜水艦）で建造された唯一の艦である。

## 艦歴

### 建造・就役
B-871は1988年5月17日、ゴーリキー（現・ニジニ・ノヴゴロド）のクラスノエ・ソルモヴォ工場で起工（シリアル番号607）した。本艦はプロペラの代わりにポンプジェット推進（ウォータージェット推進）のノズルを搭載する、877V型で建造された唯一の艦となった。B-871は1988年9月に進水、1989年9月10日に竣工した。1989年5月18日、三等艦長A・Yu・ロマノフ初代艦長以下乗組員が編成され、訓練を経た1990年12月1日に黒海艦隊に就役した。12月30日、B-871はセヴァストポリのユーズナヤ湾を母港とする、第14潜水艦部隊の第153潜水艦旅団に配備された。

### 1990年代
B-871は1991年12月から1992年3月まで最初の戦闘航海に就いた。航海中にソビエト連邦の崩壊を迎え、一部の水兵がウクライナへの帰順を企てたものの、B-871はセヴァストポリに帰港した。黒海艦隊に残ったB-871だったが、蓄電池の不調から長期にわたり出航不能となった。この間、1994年に第153潜水艦旅団が解隊され、翌1995年に第155独立潜水艦旅団に編入された。1996年5月22日、B-871は蓄電池を換装して出航可能となり、予備役に編入された。7月26日には、ノヴォロシースクで行われたロシア海軍記念日の海軍創設300周年記念式典に参加したほか、8月から9月まで戦闘航海に就いた。
1997年に結ばれたロシアとウクライナの間の合意により、B-871は正式にロシア海軍の所属となった。6月12日にロシア海軍旗が掲げられ、9月19日にはロシア最大のダイヤモンド鉱業会社であるアルローサと退役運人による支援が行われることになった。B-871は1998年8月から1999年4月まで、セヴァストポリの第13造船所でB-871の修理が行われた。

### 2000年代
2004年1月、支援するアルローサの名が艦名に冠されることとなり、B-871は「アルローサ」と命名された。
「アルローサ」は第247独立潜水艦大隊に在籍し、2014年までの長期間、黒海艦隊で唯一稼働状態にある潜水艦だった。これを解決するために、タンゴ型潜水艦「B-380」が改修工事に入ったが、遅々として進まないうちにロシア金融危機に伴い修理は無期限で中断、2019年に浮きドックごと沈没して解体された。
2008年、「アルローサ」は演習に参加した。
2009年8月5日、ドックでの修理後に最大深度240mの潜航試験が完了した。その後黒海での演習に参加したが、演習中の11月21日に推進器が故障したため、11月23日、「アルローサ」はノヴォロシースク海軍基地に曳航された。
2010年10月には、ウクライナ海軍唯一の潜水艦である「ザポリージャ」の乗組員から選ばれた士官 4 名が研修を受けるために「アルローサ」に出向した。彼らは沈没時の脱出方法を訓練したほか、出航時の点検や海上での作業を「アルローサ」の乗組員とともに行った。海上での実務遂行に加わった。テレビ・ラジオ会社「ブルィーズ」のインタビューに答えた Yu・イリイーン海軍少将によれば、乗組員は「アルローサ」が黒海艦隊の水上艦隊と行った合同演習に参加する機会もあった。ウクライナ海軍士官の研修は、10月15日に完了した。

### 2010年代

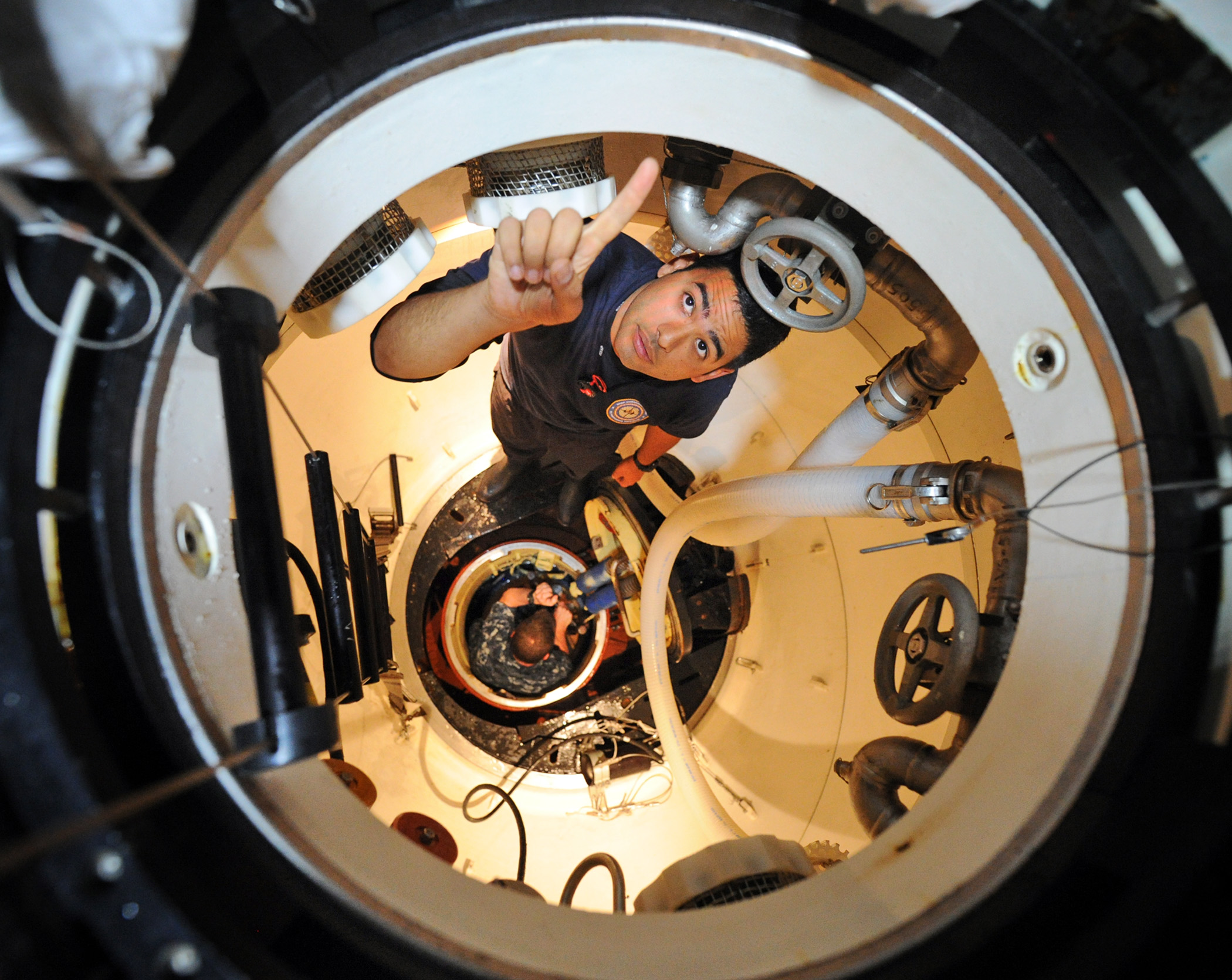
潜水艦救難訓練でアルローサの司令塔を下るアメリカ海軍の水兵（2011年6月7日）

2011年5月22日、「アルローサ」はサルベージ船「KIL-158」とともに、スペイン沖で開催された第8回国際救難演習「ボールド・モナーク2011」に参加するため出港した。5月30日から6月9日まで実施されたこの演習は、NATO加盟国など約20ヶ国の艦艇が参加した演習で、「アルローサ」は沈没艦役として海底に着底し、アメリカ海軍の潜水艦救難潜水再加圧システム（SRDRS）を接続しての救難演習を行った。演習中、「アルローサ」はニコライ・マカロフ ロシア連邦軍参謀総長や、アレクサンドル・タタリノフ ロシア海軍総司令官第一代理、ジャンパオロ・ディ・パオロ北大西洋条約機構軍事委員会議長の訪問を受けた。
演習の終了後、7月に「アルローサ」はバルト海に向かい、クロンシュタットで修理を実施した。修理中の12月1日には、就役20周年を祝う会が催された。修理は2012年9月までかかり、「アルローサ」は救難曳船「SB-921」と共に、スペイン領セウタを経て、1ヶ月強かけてセヴァストポリに戻った。

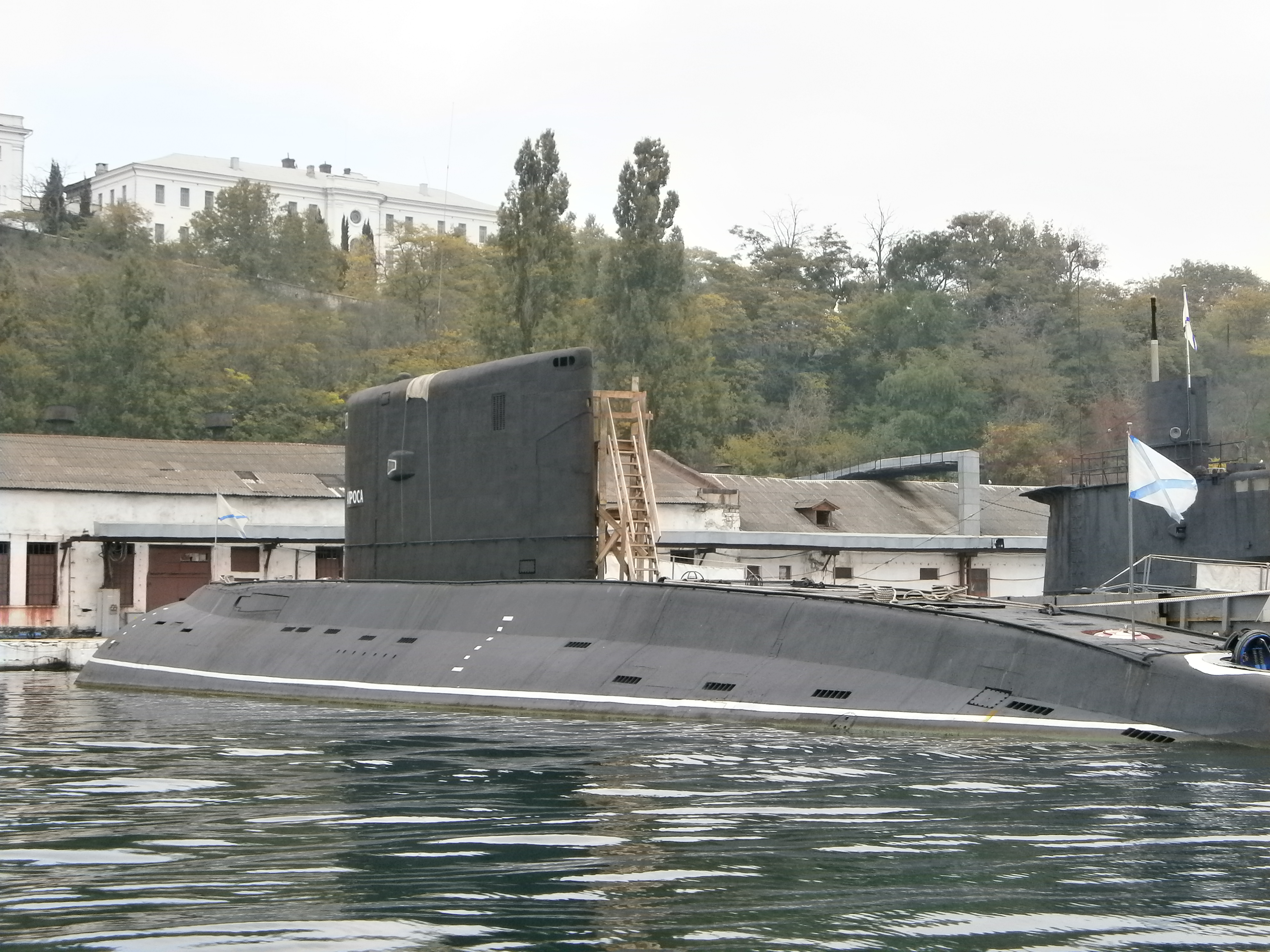
停泊中の「アルローサ」（2013年10月14日）

2013年5月12日には、ウクライナ海軍の潜水艦「ザポリージャ」と共に黒海艦隊創設230周年記念式典に参加した。
2014年の夏、黒海艦隊で唯一稼動する潜水艦だった「アルローサ」は、新造艦就役の目途がついたため、セヴァストポリの第13造船所で就役後初の長期修理と近代化改修に入った。修理に加え、「アルローサ」には3M14E「クラブS」巡航ミサイルの発射能力が得られることとなった。入渠中、「アルローサ」の乗組員は黒海艦隊訓練センターで訓練を続けたほか、新たに黒海艦隊に配備される改キロ型潜水艦「ノヴォローシスク」「ロストフ・ナ・ドヌー」「クラスノダール」3隻の乗組員の訓練を支援した。当初、修理と改修は2015年に完了する予定だったが、クリミア危機の影響もあり作業は遅延し、2016年4月18日段階でも「アルローサ」は船外の装備を浮きドックで修理後、艤装場に移しての作業がさらに数ヶ月続ける予定だった。この間、2014年から2017年にかけて、黒海艦隊に改キロ級潜水艦6隻が配備され、2014年12月1日に第247独立潜水艦大隊は第4潜水艦旅団に格上げされた。
「アルローサ」の修理と近代化は2017年になってもなお始まっていなかったが、2018年8月14日に「アルローサ」はバルチック艦隊に転属したと『イズベスチヤ』が報じた。バルチック艦隊に所属する潜水艦は2隻のため、「アルローサ」は記念艦となる「ヴィボルク」に代わりアドミラルティ造船所で建造される潜水艦の運用支援などを行う予定である。2019年には修理と近代化の完了後にバルチック艦隊のB-227「ヴィボルク」に代わりバルチック艦隊に配備される見込みであることが明らかになった。「アルローサ」は2019年5月末になってようやく、第13造船所のドックに入渠した。

### 2020年代
2021年には「アルローサ」の修理が下半期に終了する予定とタス通信が報じた。2022年6月、「アルローサ」のバルチック艦隊への転属は中止され、「アルローサ」は第4潜水艦旅団に復帰したとタス通信が報じた。

## 登場作品
『ファイナル・プロジェクト』
ジャッキー・チェン主演の香港映画。
『72メートラ』
演習中に事故で沈没した潜水艦「スラヴァヤンキー」からの脱出を描いた、2004年のロシア映画。黒海艦隊が製作に協力しており、撮影は2003年にB-471「マグニトゴルスク」とB-871「アルローサ」で行われた。
『ナ・ブセフ・シロータフ』
潜水艦乗りを描いた2004年のロシア映画。